# Tales from Topographic Oceans
Tales from Topographic Oceans – szósty, dwupłytowy album studyjny grupy Yes wydany w Wielkiej Brytanii 26 października 1973 (choć z powodu kryzysu naftowego większość kopii trafiła do sprzedaży po 16 listopada 1973), a w Stanach Zjednoczonych 9 stycznia 1974.

## Utwory
Album zawiera utwory:
1. The Revealing Science of God – Dance of the Dawn (Anderson/Howe/Yes) – 20:23
2. The Remembering – High the Memory (Anderson/Howe/Yes) – 20:35
3. The Ancient – Giants Under the Sun (Anderson/Howe/Yes) – 18:37
4. Ritual – Nous Sommes Du Soleil (Anderson/Howe/Yes) – 21:33

Dodatkowe nagrania umieszczone na wydanej w 2003 reedycji albumu (digipak):
1. Dance of the dawn (studio run-through) – 23:35
2. Giants under the Sun (studio run-through) – 17:17

## Twórcy
Twórcami albumu są:
- Jon Anderson – śpiew, gitara akustyczna, mandolina, harfa, instrumenty pekusujne
- Steve Howe – gitara, śpiew
- Chris Squire – gitara basowa, śpiew
- Rick Wakeman – instrumenty klawiszowe
- Alan White – perkusja
- Roger Dean – projekt graficzny
- Brian Lane – koordynacja